# Dwars door België 1966
La Dwars door België 1966, ventiduesima edizione della corsa, si svolse il 3 aprile su un percorso di 200 km, con partenza ed arrivo a Waregem. Fu vinta dal belga Walter Godefroot della squadra Wiel's-Gancia-Groene Leeuw davanti all'altro belga Willy Bocklant e all'olandese Peter Post. A tagliare il traguardo per primo in una volata a quattro era stato Eddy Merckx, ma la giuria lo retrocesse al quarto posto per una scorrettezza nello sprint finale.

## Ordine d'arrivo (Top 10)
| Pos. | Corridore             | Squadra                    | Tempo    |
| ---- | --------------------- | -------------------------- | -------- |
| 1    | Walter Godefroot      | Wiel's-Gancia-Groene Leeuw | 4h45'00" |
| 2    | Willy Bocklant        | Mann-Grundig               | s.t.     |
| 3    | Peter Post            | Solo-Superia               | s.t.     |
| 4    | Eddy Merckx           | Peugeot-BP-Michelin        | s.t.     |
| 5    | Gilbert Desmet        | Romeo-Smiths-Plume Sport   | a 6"     |
| 6    | Jan Janssen           | Pelforth-Sauvage-Lejeune   | s.t.     |
| 7    | Arthur Decabooter     | Wiel's-Gancia-Groene Leeuw | s.t.     |
| 8    | Georges Vanconingsloo | Peugeot-BP-Michelin        | s.t.     |
| 9    | Ward Sels             | Solo-Superia               | s.t.     |
| 10   | Roger De Wilde        | Flandria                   | s.t.     |